# Procelsterna
Procelsterna és un gènere d'ocells de la família dels làrids (Laridae) que en l'actualitat només l'autoritat taxonòmica Howard & Moore considera com a tal i que ambdues espècies formem una superespècie seguint la doctrina reflectida per Sibley & Monroe (1990).
La resta d'autoritats consideren que Procelsterna s'hauria de fusionar en un sol gènere Anous i que Procelsterna s'hauria de considerar com un sinònim júnior.

## Taxonomia
Segons H&M4 aquest gènere està format per dues espècies:
- nodi blau (Procelsterna cerulea).
- nodi argentat (Procelsterna albivitta).